# Escut d'Aldover

Escut oficial d'Aldover

L'escut oficial d'Aldover té el següent blasonament:
Escut caironat: d'argent, un vol abaixat d'atzur. Per timbre, una corona mural de vila.

## Història
Va ser aprovat el 17 de gener del 2006 i publicat al DOGC el 9 de febrer del mateix any.
Armes parlants: el vol abaixat, unes ales, és un senyal tradicional que fa referència al nom de la vila.